# Необъявленные войны с Израилем
Необъявленные войны с Израилем: ГДР и крайне левые в ФРГ, 1967—1989 годы — книга Джеффри Херфа, опубликованная издательством Cambridge University Press в 2015 году. В книге утверждается, что ГДР, в частности, была крайне враждебна Израилю и вела против него «необъявленные войны», финансируя арабские боевые группы и другие антиизраильские действия. Книга получила положительные отзывы за хорошие исследования и раскрытие новой информации об отношениях Восточной Германии с Израилем.

## Содержание
В книге обсуждается период между Шестидневной войной 1967 года и падением Берлинской стены, описываются такие инциденты, как бойня в Мюнхене (1972 год), война Судного дня (1973 год), теракты в Кирьят-Шмоне и Маалоте в Израиле в 1975 г. декларация «Сионизм — это расизм» (1975 г.), угон самолётов в Энтеббе и нападения на кинотеатры, в которых показывали «Победу в Энтеббе» (1976 г.), войну в Ливане и взрывы на дискотеках в Западном Берлине (1986 г.).
Его подход, в отличие от немецких историков, изучавших ту же тему, включает в качестве источников еврейские жертвы нападений. Он также опирается на обширные архивные исследования в Политбюро СЕПГ, Совете министров ГДР, министерствах иностранных дел и обороны ГДР и в других местах.

Согласно исследованию Херфа, восточногерманское государство отправило «750 000 автоматов Калашникова, 120 истребителей МиГ, 180 000 противопехотных мин, 235 000 гранат, 25 000 гранатометов (РПГ) и 25 миллионов патронов различных размеров» странам и группировкам, находившимся в состоянии войны с Израилем. Некоторые из них пошли в ООП, Демократический фронт освобождения Палестины и Народный фронт освобождения Палестины. Херф описывает, как Восточная Германия финансировала палестинские боевые группы, в то время как радикальные левые Западной Германии были обучены ФАТХом, НФОП и другими группами для нанесения ударов по израильским объектам. Он также обсуждает «пропагандистскую войну против Израиля», в ООН и других международных организациях. Используя антиизраильские действия, Восточная Германия смогла получить дипломатическое признание за пределами Восточного блока, от таких стран, как Ирак, Судан, Сирия и Египет. Херф считает, что правительство Восточной Германии проводило различие между «умеренными» и «экстремистами» в арабском мире:
«Экстремист» — это террорист, который расширил «международную классовую борьбу» на теракты в Западной Европе, а «умеренный» — это террорист из арабских государств или палестинских организаций, который сосредоточил атаки только против Израиля и, возможно, «империалистических» целей за пределами Западной Европы.
Херф отмечает разницу между Западной Германией, у которой была «одиннадцатая заповедь» не причинять вреда евреям, и Восточной Германией, у которой такой предпосылки не было. Он восхваляет роль западногерманского еврейского лидера Хайнца Галински, написавшего редакционные статьи, осуждающие антисемитизм левых. Напротив, Херф критикует Вилли Брандта, потому что «канцлер Западной Германии, который, как известно, встал на колени в акте искупления в память о евреях, убитых в Варшавском гетто, объявил свою страну нейтральной в самые ужасные дни [война Судного дня] в истории Израиля с 1948 года». Он описывает эссе Ульрики Майнхоф, защищающей мюнхенскую резню, как «один из самых важных документов в истории антисемитизма в Европе после Холокоста».

## Отзывы
В книге «Исследования Холокоста и геноцида» Рассел Берман похвалил книгу за хорошие исследования. Он пишет, что книга проливает свет на «важное исследование сложной и многогранной главы в истории немцев и евреев».
Мартин Яндер похвалил Херфа за «отличный анализ».
Пертти Ахонен охарактеризовал книгу как «тщательно проработанное исследование, хотя оно иногда увязает в повторяющихся аргументах и чрезмерных подробностях о поставках оружия».
Аллан Аркуш описывает книгу как «тщательно проработанное обвинительное заключение» и «своевременное напоминание», но предсказывает, что «этот рассказ о двух ненавистях не покоробит тех, кто продолжает политику, описанную Херфом, в настоящем».